# Sergueï Tchepikov
Sergueï Vladimirovitch Tchepikov (en russe : Сергей Владимирович Чепиков), né le 30 janvier 1967 à Khor (Kraï de Khabarovsk), est un biathlète russe. En 1988, il est champion olympique du relais avec l'URSS et en 1994, il est champion olympique du sprint pour la Russie. Il a gagné deux fois le classement général de la Coupe du monde en 1990 et 1991 et cinq épreuves individuelles. Il a aussi pratiqué le ski de fond au niveau international au milieu des années 1990.

## Biographie
Il est le mari d'Elena Melnikova, également biathlète.
Sergeï Tchepikov obtient sa première sélection aux Championnats du monde junior en 1986, où il est médaillé de bronze au relais. Un an plus tard, il devient triple champion du monde junior.
Il est sélectionné pour sa première compétition majeure en 1988 aux Jeux olympiques de Calgary, où il décroche directement sa première médaille, le bronze, sur le sprint. Il devient ensuite champion olympique du relais avec l'URSS. Aux Championnats du monde 1989, il remporte la médaille d'or à la course par équipes et la médaille d'argent au relais. Il gagne ensuite sa première course individuelle en Coupe du monde sur l'individuel d'Östersund, pour finir troisième du classement général
En 1990 et 1991, il est le numéro un mondial, remportant le classement général de la Coupe du monde, tandis qu'aux Championnats du monde 1990 et 1991, il ajoute quatre médailles à son palmarès : respectivement deux en 1990 (argent en individuel et bronze en sprint) et deux en 1991 (argent en relais et bronze par équipes). Aux Jeux olympiques d'hiver de 1992, il est médaillé d'argent en relais avec l'équipe unifiée, avant de gagner son deuxième titre mondial par équipes.
Aux Championnats du monde 1993, il est médaillé de bronze de l'individuel et d'argent en relais et par équipes.
Après les Jeux olympiques de Lillehammer en 1994, où il remporte le titre du sprint, sa seule médaille d'or individuelle en grand championnat, il décide de se tourner vers le ski de fond. Il n'obtient pas de podiums dans ce sport, mais participe aux Jeux olympiques d'hiver de 1998, terminant notamment neuvième de la poursuite et cinquième du relais.
Il revient au biathlon pour les Jeux olympiques d'hiver de 2002, où il est huitième de l'individuel et quatrième du relais. En janvier 2004, Tchepikov retrouve le chemin du succès, dix ans après sa dernière victoire, battant tous ses rivaux au sprint d'Antholz. Aux Championnats du monde 2005, il se retrouve trois fois sur la deuxième marche du podium, sur les deux relais ainsi que la poursuite.
Pour ses cinquièmes et ultimes Jeux olympiques en 2006, il prend la médaille d'argent au relais, sa sixième au total. Il devient aussi champion du monde du relais mixte cet hiver-là à Pokljuka.
Il se retire en 2007 après une carrière d'environ vingt ans. Il entreprend ensuite une carrière politique, se faisant élire en 2016 à la Douma.

## Palmarès en biathlon

### Jeux olympiques d'hiver
| Nat.                        | Édition \ Épreuve      | Individuel | Sprint                              | Poursuite                        | Départ en masse                  | Relais                             |
| --------------------------- | ---------------------- | ---------- | ----------------------------------- | -------------------------------- | -------------------------------- | ---------------------------------- |
| Union soviétique            | JO 1988 Calgary        | 4e         | Médaille de bronze, Jeux olympiques | Épreuve inexistante à cette date | Épreuve inexistante à cette date | Médaille d'or, Jeux olympiques     |
| Équipe unifiée de l’ex-URSS | JO 1992 Albertville    | 10e        | 4e                                  | Épreuve inexistante à cette date | Épreuve inexistante à cette date | Médaille d'argent, Jeux olympiques |
| Russie                      | JO 1994 Lillehammer    | 8e         | Médaille d'or, Jeux olympiques      | Épreuve inexistante à cette date | Épreuve inexistante à cette date | Médaille d'argent, Jeux olympiques |
| Russie                      | JO 2002 Salt Lake City | 8e         | —                                   | —                                | Épreuve inexistante à cette date | 4e                                 |
| Russie                      | JO 2006 Turin          | 4e         | 23e                                 | —                                | 5e                               | Médaille d'argent, Jeux olympiques |

Légende :
- : épreuve inexistante ou non olympique.

### Championnats du monde
| Nat.             | Mondiaux \ Épreuve        | Individuel                | Sprint                    | Poursuite                        | Départ en masse                  | Relais                   | Relais mixte                     | Course par équipes               |
| Union soviétique | 1989 Feistritz            | 7e                        | 7e                        | Épreuve inexistante à cette date | Épreuve inexistante à cette date | Médaille d'argent, monde | Épreuve inexistante à cette date | Médaille d'or, monde             |
| Union soviétique | 1990 Minsk Oslo           | Médaille d'argent, monde  | Médaille de bronze, monde | Épreuve inexistante à cette date | Épreuve inexistante à cette date | —                        | Épreuve inexistante à cette date | —                                |
| Union soviétique | 1991 Lahti                | —                         | —                         | Épreuve inexistante à cette date | Épreuve inexistante à cette date | Médaille d'argent, monde | Épreuve inexistante à cette date | Médaille de bronze, monde        |
| CEI              | 1992 Novossibirsk         | JO Albertville            | JO Albertville            | Épreuve inexistante à cette date | Épreuve inexistante à cette date | JO Albertville           | Épreuve inexistante à cette date | Médaille d'or, monde             |
| Russie           | 1993 Borovetz             | Médaille de bronze, monde | —                         | Épreuve inexistante à cette date | Épreuve inexistante à cette date | Médaille d'argent, monde | Épreuve inexistante à cette date | Médaille d'argent, monde         |
| Russie           | 2003 Khanty-Mansiïsk      | —                         | 52e                       | 32e                              | —                                | Médaille d'argent, monde | Épreuve inexistante à cette date | Épreuve inexistante à cette date |
| Russie           | 2004 Oberhof              | 40e                       | —                         | —                                | 24e                              | —                        | Épreuve inexistante à cette date | Épreuve inexistante à cette date |
| Russie           | 2005 Hochfilzen Khanty-M. | 32e                       | 4e                        | Médaille d'argent, monde         | 8e                               | Médaille d'argent, monde | Médaille d'argent, monde         | Épreuve inexistante à cette date |
| Russie           | 2006 Pokljuka             | Jeux olympiques de Turin  | Jeux olympiques de Turin  | Jeux olympiques de Turin         | Jeux olympiques de Turin         | Jeux olympiques de Turin | Médaille d'or, monde             | Épreuve inexistante à cette date |

Légende :

 : première place, médaille d'or

 : deuxième place, médaille d'argent

 : troisième place, médaille de bronze

 : épreuve inexistante ou absente du programme

— : pas de participation à cette épreuve

### Coupe du monde
- Vainqueur du classement général de la Coupe du monde en 1990 et 1991.
- 28 podiums individuels, dont 7 victoires[2].
- 10 victoires collectives : 7 en relais, 2 en épreuve par équipes et 1 en relais mixte.

#### Détail des victoires
| Saison / Épreuve | Sprint              | Poursuite | Individuel  | Mass Start | Total |
| 1988-1989        |                     |           | Östersund   |            | 1     |
| 1989-1990        |                     |           | Ruhpolding  |            | 1     |
| 1990-1991        | Les Saisies Antholz |           | Les Saisies |            | 3     |
| 1993-1994        | Lillehammer (J.O)   |           |             |            | 1     |
| 2003-2004        | Antholz-Anterselva  |           |             |            | 1     |
| Total            | 4                   | 0         | 1           | 0          | 5     |

#### Classements annuels
| Année | Classement général final |
| 1988  |                          |
| 1989  | 3e                       |
| 1990  | 1er                      |
| 1991  | 1er                      |
| 1992  |                          |
| 1993  | 9e                       |
| 1994  |                          |
| 2002  | 23e                      |
| 2003  | 7e                       |
| 2004  | 16e                      |
| 2005  | 4e                       |
| 2006  | 14e                      |
| 2007  | 57e                      |

## Palmarès en ski de fond

### Jeux olympiques
| Épreuve / Édition           | 10 km classique | 30 km classique | Poursuite | Relais |
| Jeux olympiques 1998 Nagano | 22e             | 32e             | 9e        | 5e     |

### Championnats du monde
| Épreuve / Édition                      | 10 km classique | 50 km | Poursuite |
| Championnats du monde 1995 Thunder Bay | 35e             | 13e   | 19e       |
| Championnats du monde 1997 Trondheim   | 16e             | 18e   | 14e       |

### Coupe du monde
- Meilleur classement général : 19e en 1996.
- Meilleur résultat individuel : 8e.

## Carrière politique
Depuis 2016, Sergueï Tchepikov siège à la Douma (chambre basse du parlement russe) comme élu du parti pro-gouvernemental Russie unie.
Le 15 février 2022, Sergueï Tchepikov fait partie des 351 députés de la Douma à voter en faveur de la résolution no 58243-8 demandant au président Vladimir Poutine de reconnaître diplomatiquement les républiques populaires de Donetsk et de Lougansk. À ce titre, il est sanctionné par l'Union européenne le 23 février 2022 (soit le surlendemain de l'acceptation de la demande de la Douma). Depuis cette date, il ne peut plus voyager dans l'UE, en recevoir de l'argent et ses avoirs potentiels y sont gelés.